# New England Cable News
New England Cable News eller NECN startades 1992, och är en regional kabel-TV-kanal i USA som täcker hela New England. Den är väldigt lik CNN, och sänder nyhetsprogram dygnet runt. men inriktningen är i stället regional. Man började sända den 2 mars 1992.

### Fotnoter
1. ↑  ”Getting off the Ground” (på engelska). Columbiauniversitetet. http://ccnmtl.columbia.edu/projects/caseconsortium/casestudies/18/casestudy/www/layout/case_id_18_id_208.html. Läst 9 november 2015.